# 25594 Kessler
25594 Kessler (1999 YA9) là một tiểu hành tinh vành đai chính được phát hiện ngày 29 tháng 12 năm 1999 bởi G. Hug và G. Bell ở Farpoint Observatory.